# De la Apenini la Anzi (film din 1959)
De la Apenini la Anzi (titlul original: în italiană Dagli Appennini alle Ande) este un film dramatic italian, realizat în 1959 de regizorul Folco Quilici, 
după romanul Cuore al scriitorului Edmondo De Amicis, protagoniști fiind actorii Marco Paoletti, Eleonora Rossi Drago, Fausto Tozzi și Guillermo Battaglia. 

## Distribuție
- Marco Paoletti – Marco Valesini
- Eleonora Rossi Drago – Laura, mama lui Marco
- Fausto Tozzi – tatăl lui Marco
- Guillermo Battaglia –
- Mario Baroffio – navigatorul genovez
- Beto Gianola –
- Salvador Fortuna –
- Domingo Garibotto – (ca Domenico Garibotto)
- Élida Gay Palmer –
- Santiago Gómez –
- Jacinto Herrera –
- Floria Bloise –
- José Comellas – ofițerul sicilian pe barcă
- Marcos Woinsky –
- Carlos Bianquet –

## Literatură
- de Amicis, Edmondo, Cuore inima de copil, București, 1971: Editura Ion Creanga, Colecția Biblioteca Pentru Toti Copiii, p. 343